# 石倉沙姫
石倉 沙姫（いしくら さき、2002年2月16日 - ）は、日本の女子バレーボール選手である。

## 来歴
兵庫県伊丹市出身。
京都橘高等学校を経て、2020年、日本体育大学に進学した。大学在籍時、全日本大学選手権大会（全日本インカレ）で2度準優勝を経験した。4年時はチームの主将に就任。しかし、教育実習がありチームから離れるときもあった。東日本大学選手権大会（東日本インカレ）で優勝を果たした。
2023年6月、第31回ユニバーシアード代表に選出。チームは銀メダルを獲得した。
2023-24シーズン、V.LEAGUE DIVISION1 WOMEN（V1女子）に所属するデンソーエアリービーズの内定選手となった。内定選手としてV1女子の試合に出場し、Vリーグデビューを果たした。
2025年、ワールドユニバーシティゲームズ日本代表に選出され、2大会連続の銀メダルを獲得した。

## 人物
JAぎふリオレーナ所属の石倉愛梨は姉。

## 球歴
- ユニバーシアード日本代表 - 2023年、2025年

## 所属チーム
- 京都橘高等学校（2017-2020年）
- 日本体育大学（2020-2024年）
- デンソーエアリービーズ（2024年-）

## 受賞歴
- 2024年 - 第72回黒鷲旗全日本選抜大会 若鷲賞・ベスト6